# 門澤清太
門澤 清太（かどさわ せいた、1968年7月17日 - ）は、日本のテレビプロデューサー、イベントプロデューサー。2021年4月現在、フジテレビジョン編成制作局コンテンツ事業センターコンテンツ事業部で局次長職。大阪府大阪市西淀川区出身、兵庫県尼崎市育ち。

## 人物
バラエティ制作センター所属時代、『人志松本のすべらない話』のプロデューサーを務める。
2006年、デジタルコンテンツ局（現・総合メディア開発）に異動以降、主にフジテレビのCS放送（フジテレビワンツーネクスト）の番組プロデュースを担当。
フジテレビの「デジタルメディア横断プロジェクト」として発足したバラエティ番組『アイドリング!!!』の放送開始（2006年10月30日）から2013年6月までプロデューサー（2013年6月時点の肩書きは「総合プロデュース・演出」）を務めた。また、同番組から生まれた女性アイドルグループ「アイドリング!!!」のプロデューサーでもあった。
また、2010年から2013年まで、総合プロデューサーとして自ら発案したアイドルイベント「TOKYO IDOL FESTIVAL」（TIF）を開催。2013年には出演者数111組、来場者数3万3000人と日本最大規模のアイドルイベントに育て上げた。
なお、元々アイドルに関しては詳しいわけではなく、テレビドガッチのインタビューで、「アイドルが好きで（「アイドリング!!!」を）やってるわけではない」と語っている。また、TIFのメンバー選定についても詳しくないため周りの意見を重要視しているという。ビジネスの観点からは、「『アイドル戦国時代』の謳い文句で、アイドル達に競争を課すような商業主義にはしたくなかった。『来る者は拒まず』の多様性を謳った」と後年に明かしている。
2017年自身が企画プロデュースを務めるe-Sports専門番組『いいすぽ!』から派生したイベント、「Tokyo E-sports Festival」を総合プロデューサーとして開催。2日間で3万5000人を動員した。
- 功績

前述のアイドリング!!!（バラエティアイドルの育成） 「TOKYO IDOL FESTIVAL」（アイドル主催の大型フェスを先駆） 『いいすぽ!』（e-Sportsの番組化）のほか、『競馬予想TV!』（競馬の討論型実践予想）『コスコスプレプレ』（サブカルチャーの世界的なコスプレを特集）『ウルトラ怪獣散歩』（着ぐるみキャラクターのタレント化）『実話怪談倶楽部』（怪談を定期番組化）など、いずれの分野でも流行が到来する以前から番組化に取り組み、先見の明でコンテンツの多様化に貢献している。

## 主な担当番組
企画・チーフプロデューサーなど
- コヤブガチピン写真館 / コヤブガチ馬写真館
- 小籔大説法
- いいすぽ!
- バカリゲム
- オールナイトe！
- よゐこらぼ
- コスコスプレプレ
- 競馬予想TV
- 武豊TV!II
- 競馬血統研究所 ／競馬魂／地方競馬魂
- 芸能界麻雀最強位決定戦 THEわれめDEポン
- 極雀
- 鎧美女
- 新・みんなの鉄道
- 兵動・小籔のおしゃべり一本勝負
- もう!バカリズムさんの超H!
- 実話怪談倶楽部
- 野性爆弾のヴィンテージ王国
- ノブゴルフクラシック
- トトのえ！サウナっ娘

企画・協力など
- ゲームセンターCX
- 東京03ライブ

### 過去
- 人志松本のすべらない話（バラエティ制作センター時代）
- アイドリング!!!
- よゐこの企画案
- よゐことくばん
- よゐこLOVE
- 堀テレビONE内テレビTWO健テレビNEXT
- Tokyo E-sports Festival
- ウルトラ怪獣散歩
- 実録! 野性の爆走王国
- バカリズム特番
- 兵動・野爆のキャンピング王国
- 兵動・野爆の実話怪談王国
- よゐこ風呂（よゐこらぼシーズン3の企画に発展）
- ドリームスボウリング
- おしゃべりホールデム

## 出演
- アイドリング!!!のオールナイトニッポン（ニッポン放送）ゲスト（2007年8月7日）
- 菊地亜美の1ami9（アール・エフ・ラジオ日本）ゲスト（2011年3月19日、8月27日、2012年8月4日、2013年7月27日）
- 門澤清太のラジカントロプス2.0（アール・エフ・ラジオ日本）ゲストパーソナリティ（2013年6月24日）